# أوقستو شوت
أوقستو شوت (بالإسبانية: Augusto Schott) هو لاعب كرة قدم أرجنتيني في مركز الدفاع، ولد في 17 يناير 2000 في Arroyito, Córdoba ‏ في الأرجنتين. لعب مع تاليريس كوردوبا.

## وصلات خارجية
- أوقستو شوت على موقع إي إس بي إن إف سي (الإنجليزية)
- أوقستو شوت على موقع قاعدة بيانات كرة القدم.إي يو (الإنجليزية)
- أوقستو شوت على موقع Soccerway.com (الإنجليزية)
- أوقستو شوت على موقع عالم كرة القدم.نت (الإنجليزية)